# 羅亞京
50°31′52″N 24°24′8″E / 50.53111°N 24.40222°E
羅亞京（烏克蘭語：Роятин），是烏克蘭西部的村莊，隸屬利維夫州的舍普季茨基區。該村面積0.47平方公里，海拔高度202米，2001年人口175，人口密度每平方公里375.54人。